# Wola Krokocka
Wola Krokocka – wieś w Polsce położona w województwie łódzkim, w powiecie zduńskowolskim, w gminie Szadek.
W latach 1975–1998 miejscowość administracyjnie należała do województwa sieradzkiego. 
Miejscowość położona jest na Wysoczyźnie Łaskiej.
W 1922 r. znaleziono tu siekierkę brązową kultury łużyckiej, która trafiła do muzeum w Łowiczu.
Po dawnym założeniu dworskim został piękny park, a w nim 7 drzew pomnikowych, odnowiny i czysty staw i jeden rząd alei grabowej. Obok parku resztki fundamentów spichlerza z XIX w.